# Atletica leggera ai XVII Giochi del Mediterraneo - Getto del peso maschile
Le gare di atletica leggera nella categoria getto del peso maschile si sono tenute il 29 giugno 2013 al Nevin Yanıt Atletizm Kompleksi di Mersin.

## Calendario
Fuso orario EET (UTC+3).
| Data      | Ora   | Turno  |
| --------- | ----- | ------ |
| 29 giugno | 19:35 | Finale |

## Risultati
Gli 11 atleti partecipanti disputano un turno preliminare con tre getti ciascuno. I migliori otto hanno diritto a tre getti aggiuntivi, per un totale di sei getti a disposizione. Il migliore dei sei getti viene registrato come risultato finale.

### Finale
| Pos.    | Atleta                | Paese                | 1ª prova | 2ª prova | 3ª prova | 4ª prova | 5ª prova | 6ª prova | Risultato | Note |
| ------- | --------------------- | -------------------- | -------- | -------- | -------- | -------- | -------- | -------- | --------- | ---- |
| Oro     | Borja Vivas           | Spagna               | 19,44 m  | 19,51 m  | 19,60 m  | X        | 19,99 m  | X        | 19,99 m   |      |
| Argento | Marin Premeru         | Croazia              | 19,15 m  | 19,51 m  | 19,69 m  | 19,72 m  | 19,44 m  | X        | 19,72 m   |      |
| Bronzo  | Hamza Alić            | Bosnia ed Erzegovina | 19,60 m  | X        | X        | 18,95 m  | X        | 19,69 m  | 19,69 m   |      |
| 4       | Kemal Mešić           | Bosnia ed Erzegovina | X        | X        | 19,33 m  | 19,33 m  | X        | 19,60 m  | 19,60 m   |      |
| 5       | Hüseyin Atici         | Turchia              | 18,80 m  | 19,25 m  | 19,53 m  | X        | 19,07 m  | 19,41 m  | 19,53 m   |      |
| 6       | Yasser Fethi Ibrahim  | Egitto               | 18,81 m  | 18,89 m  | 18,50 m  | 19,25 m  | 18,87 m  | X        | 19,25 m   |      |
| 7       | Tumatai Dauphin       | Francia              | 18,02 m  | 18,78 m  | X        | 18,92 m  | 18,70 m  | 18,53 m  | 18,92 m   |      |
| 8       | Murat Gündüz          | Turchia              | 17,49 m  | 17,42 m  | 17,66 m  | 17,43 m  | X        | 17,19 m  | 17,66 m   |      |
| 9       | Gaëtan Bucki          | Francia              |          |          |          |          |          |          | DNS       |      |
| 10      | Danijel Furtula       | Montenegro           |          |          |          |          |          |          | DNS       |      |
| 11      | Mihaíl Stamatóyiannis | Grecia               |          |          |          |          |          |          | DNS       |      |

Legenda: 
- X = Lancio nullo;
- NM = Nessun lancio valido;
- DNS = Non è sceso in pedana.